# We Care a Lot
We Care a Lot är Faith No Mores debutalbum, utgivet 1985. Titelspåret här är annorlunda jämfört med den klassiska versionen på bandets nästa skiva som skulle bli en framgångsrik klubb-hit.
Skivan är, till skillnad från bandets senare verk, mycket mer inriktad på 80-talets pop scen då den innehåller mycket New-Wave tillägg i låtarna.

## Låtförteckning
1. "We Care a Lot"
2. "The Jungle"
3. "Mark Bowen"
4. "Jim"
5. "Why Do You Bother"
6. "Greed"
7. "Pills for Breakfast"
8. "As the Worm Turns"
9. "Arabian Disco"
10. "New Beginnings"

## Medlemmar
- Chuck Mosely - sång
- Mike Bordin - trummor
- Roddy Bottum - keyboard
- Billy Gould - elbas
- Jim Martin - gitarr